# 5789 Sellin
5789 Sellin eller 4018 P-L är en asteroid i huvudbältet som upptäcktes den 24 september 1960 av den nederländsk-amerikanske astronomen Tom Gehrels och det nederländska astronomparet Ingrid van Houten-Groeneveld och Cornelis Johannes van Houten vid Palomarobservatoriet. Den är uppkallad efter amerikanen Ivan A. Sellin.
Den tillhör asteroidgruppen Astraea.